# Tecamachalco
Tecamachalco är en kommunhuvudort i Mexiko.   Den ligger i kommunen Tecamachalco och delstaten Puebla, i den sydöstra delen av landet, 160 km öster om huvudstaden Mexico City. Tecamachalco ligger 2 073 meter över havet och antalet invånare är 26 227.
Terrängen runt Tecamachalco är platt åt nordväst, men åt sydost är den kuperad. Terrängen runt Tecamachalco sluttar västerut. Runt Tecamachalco är det tätbefolkat, med 383 invånare per kvadratkilometer. Tecamachalco är det största samhället i trakten. Trakten runt Tecamachalco består till största delen av jordbruksmark.